# استان کوتایک
کوتایْک (ارمنی: Կոտայք, Armenian pronunciation: [kɔˈtɑjkʰ] ()) یکی از استان‌های کشور ارمنستان است که در مرکز این کشور واقع شده‌است.
مرکز استان کوتایک شهر هرازدان است که رودخانه‌ای به همین نام هم از میان آن شهر می‌گذرد و بزرگترین شهر این استان آبوویان
می‌باشد.
کوتایک از شمال با استان لوری، از شمالشرقی با استان تاووش، از شرق با استان گغارکونیک، از غرب با استان آراگاتسوتن، و از جنوب با استان آرارات و پایتخت ایروان همسایه است.

## نامگذاری
استان کوتایک نام خویش را از کانتون کوتایک استان تاریخی آیرارات در ارمنستان بزرگ گرفته است.

## جغرافیا
در بخش مرکزی ارمنستان کنونی واقع شده‌است و مساحتی ۲٬۰۸۹ کیلومتر مربع (۸۰۷ مایل مربع) (۷% از کل مساحت ارمنستان) را احاطه کرده‌است. از شمال با استان لوری، از شمالشرقی با استان تاووش، از شرق با استان گغارکونیک، از غرب با استان آراگاتسوتن، و از جنوب با استان آرارات و پایتخت ایروان همسایه است.
- کوه آرایی - ۲۵۷۶ متر -
- تغنیس - ۲۸۵۱ متر - رشته‌کوه تساغکونی
- رود گتار - ۲۴ کیلومتر -
- رود هرازدان - ۱۴۱ کیلومتر

## جمعیت
بر پایه سرشماری رسمی سال ۲۰۱۱ کوتایک ۲۵۴٬۳۹۷ تن جمعیت دارد (۱۲۳٬۵۲۴ مرد و ۱۳۰٬۸۷۳ زن). جمعیت شهری آن ۱۳۷٬۴۸۱ تن (۵۴٪) و جمعیت روستایی آن ۱۱۶٬۹۱۶ تن (۴۶٪) می باشد. 
استان کوتایک شامل موارد زیر است 67 communities (hamaynkner), of which 7 are considered urban and 60 are considered rural.

### شهرک‌ها یا communities شهری
| تصویر | شهر (شهرک) | استان  | بنیانگذاری             | مساحت (کیلومترمربع) | جمعیت (سرشماری ۲۰۱۱) |
| ----- | ---------- | ------ | ---------------------- | ------------------- | -------------------- |
|       | آبوویان    | کوتایک | ۱۹۶۳                   | ۱۱                  | ۴۳٬۴۹۵               |
|       | بیورغاوان  | کوتایک | ۱۹۴۵                   | ۴                   | ۹٬۵۱۳                |
|       | چارنتساوان | کوتایک | ۱۹۴۷                   | ۵                   | ۲۰٬۳۶۳               |
|       | هرازدان    | کوتایک | ۱۹۵۹                   | ۲۲                  | ۴۱٬۸۷۵               |
|       | نور هاچن   | کوتایک | ۱۹۵۳                   | ۲٫۳                 | ۹٬۳۰۷                |
|       | تساغکادزور | کوتایک | ۵۷۴ (نخستین اشاره)     | ۴                   | ۱٬۲۵۶                |
|       | یغوارد     | کوتایک | سده ۶ام (نخستین اشاره) | ۷                   | ۱۱٬۶۷۲               |

### روستاها یا communities روستایی
| - آغاونادزور - آرتاواز - آکونک - آراموس - آرینج - آرزنی - آلاپارس - آرزاکان - آراگیوغ - آرگل - بالاهوویت - بجنی - بوژاکان - دزوراغبیور - فانتان - گارنی - گغادیر - گغارد - گغاشن - گوغت | - گتامچ - گتارگل - هانکاوان - هاتیس - هاتساوان - جرابر - جارارات - جروژ - کاغسی - کاماریس - کاناکراوان - کاپوتان - کاراشامب - کارنیس - کاساخ - کاتناغبیور - کوتایک - لرنانیست - مارماریک - مایاکوفسکی | - مغرادزور - مرگاشن - نور آرتامت - نور گغی - نور گیوغ - نور یرزنکا - نورنوس - پروشیان - پتغنی - سارالانج - سوابرد - سولاک - تغنیک - ورین پتقنی - ووغجابرد - زار - زوراوان - زوواشن - زووک - زوونی |

#### روستاهای Non-community
- گورگوچ، belongs to the مغرادزور community.
- Pyunik, belongs to the آرتاواز community.

## اماکن مذهبی و تاریخی
- پتغناوانک
- صومعه ماکراوانک
- صومعه گغارد
- معبد گارنی
- تساغکادزور

## نگارخانه

کوتایک
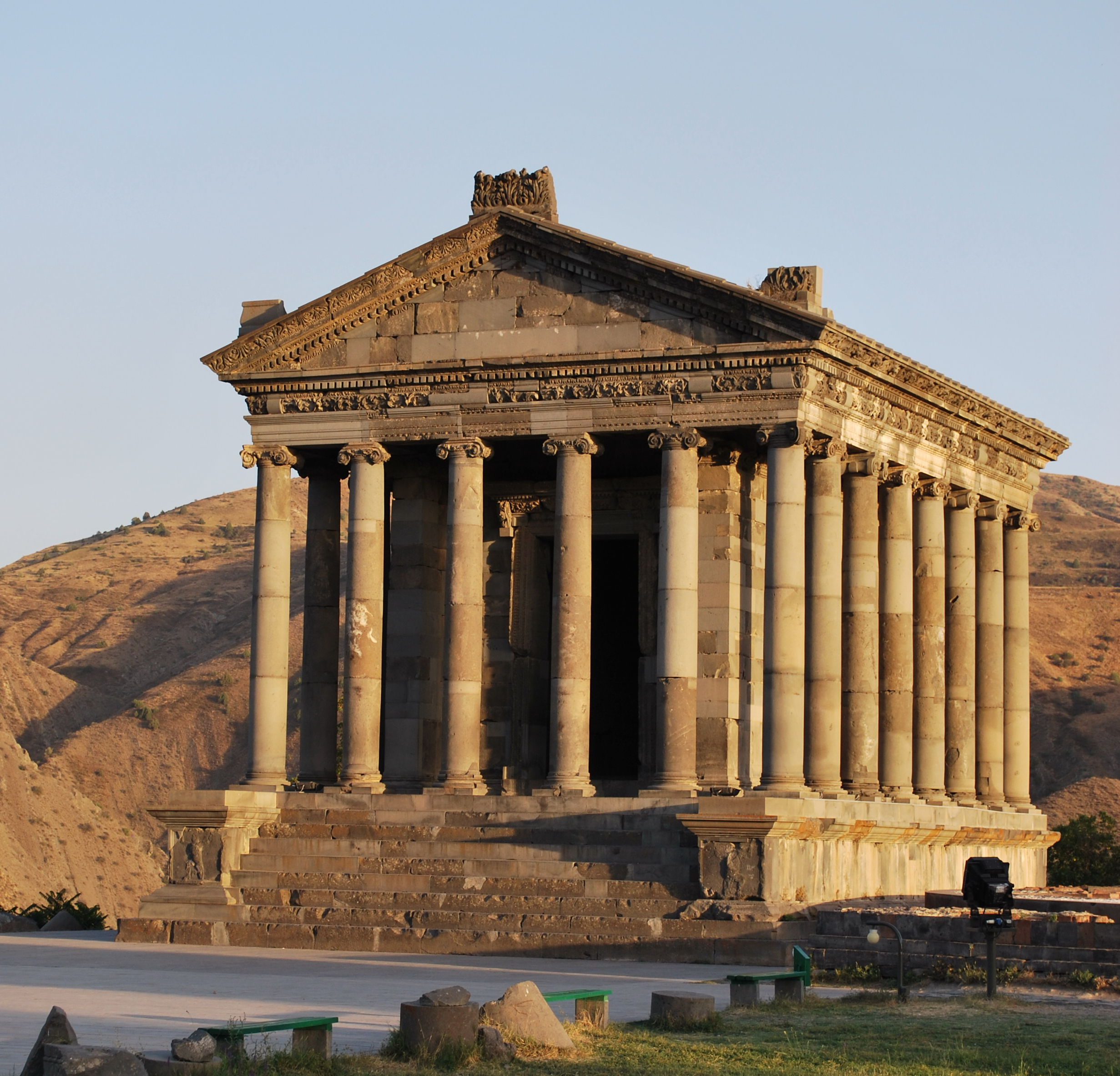
معبد گارنی
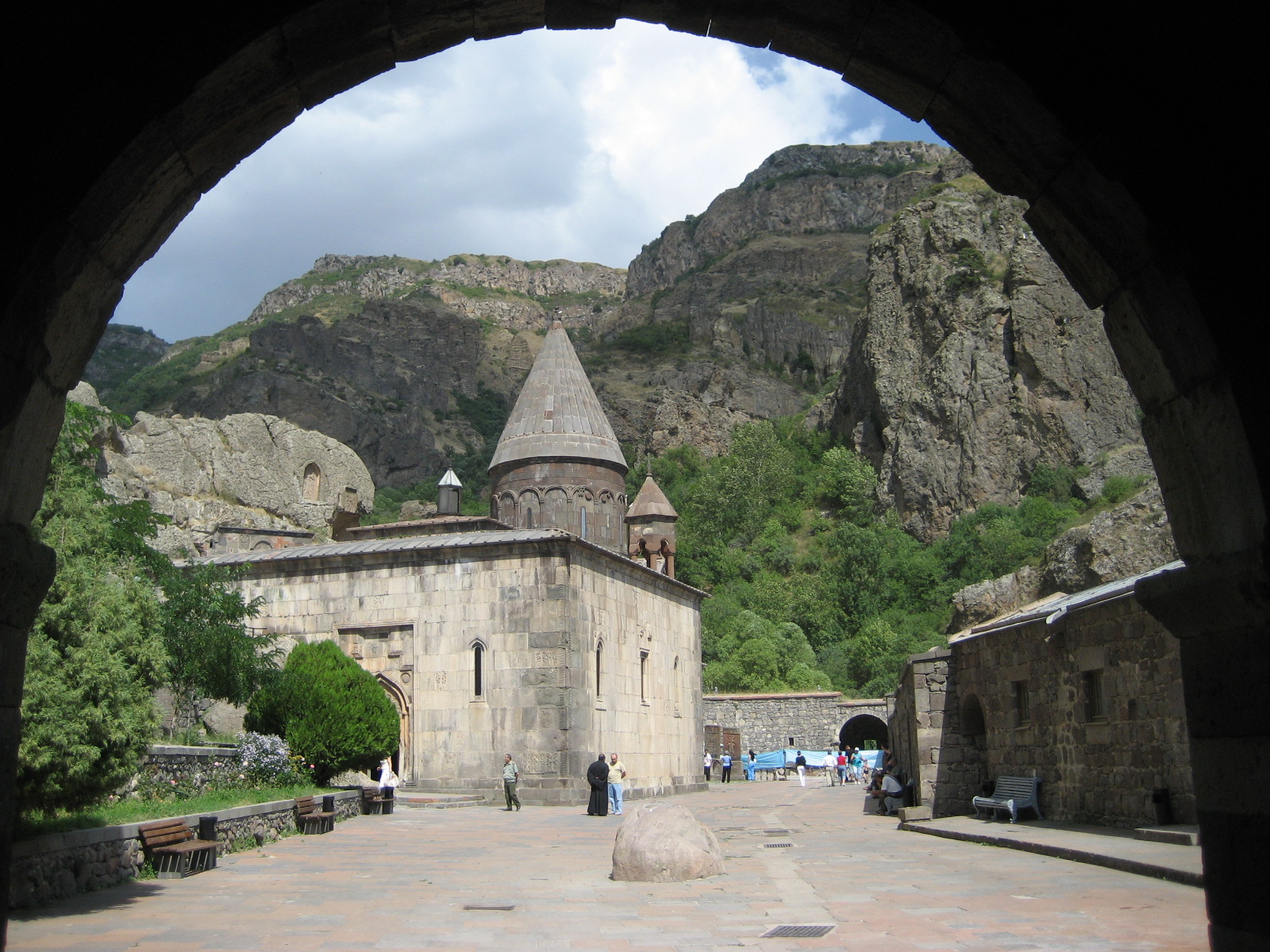
صومعه گغارد
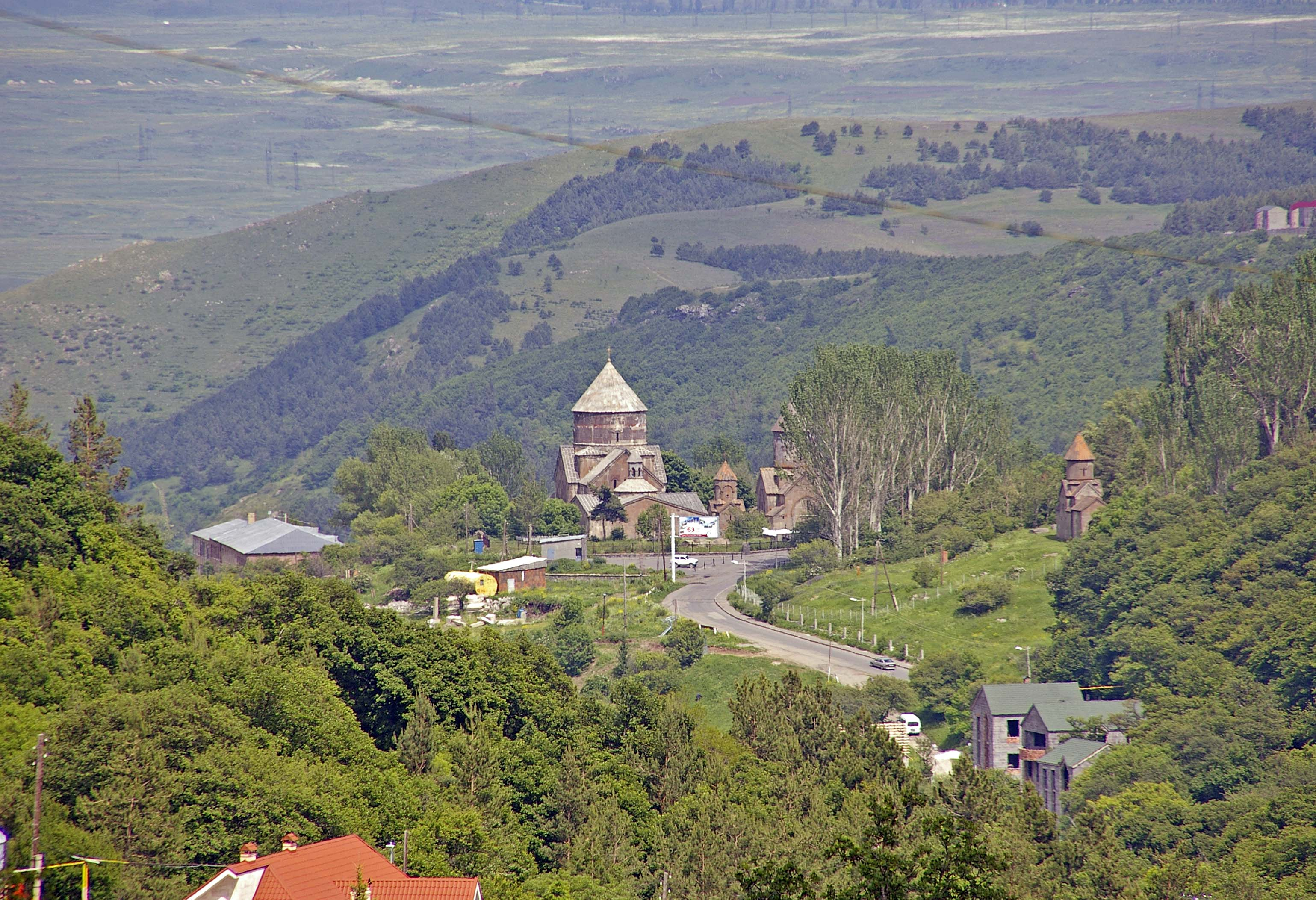
صومعه کچاریس در تساغکادزور
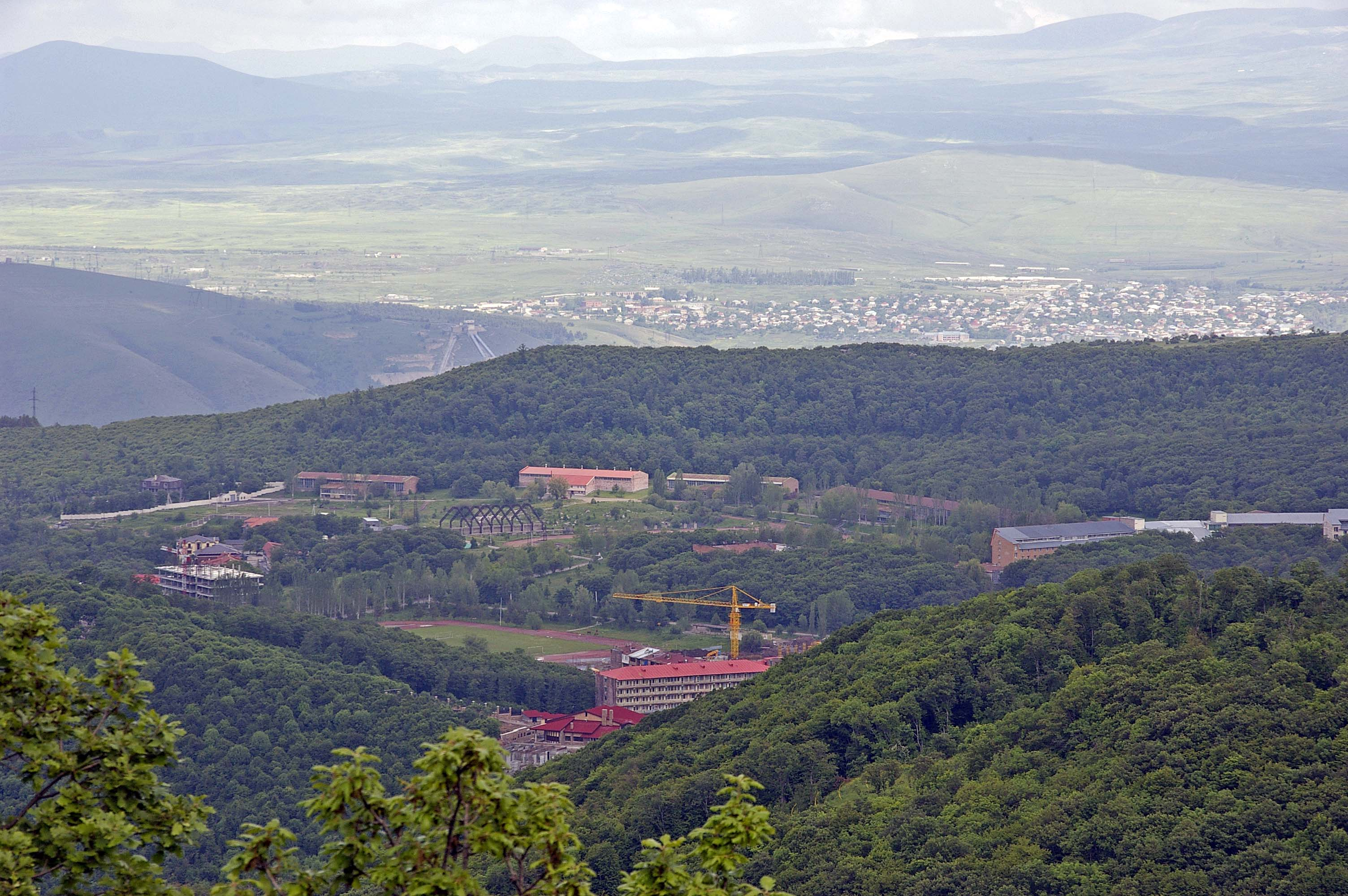
تساغکادزور
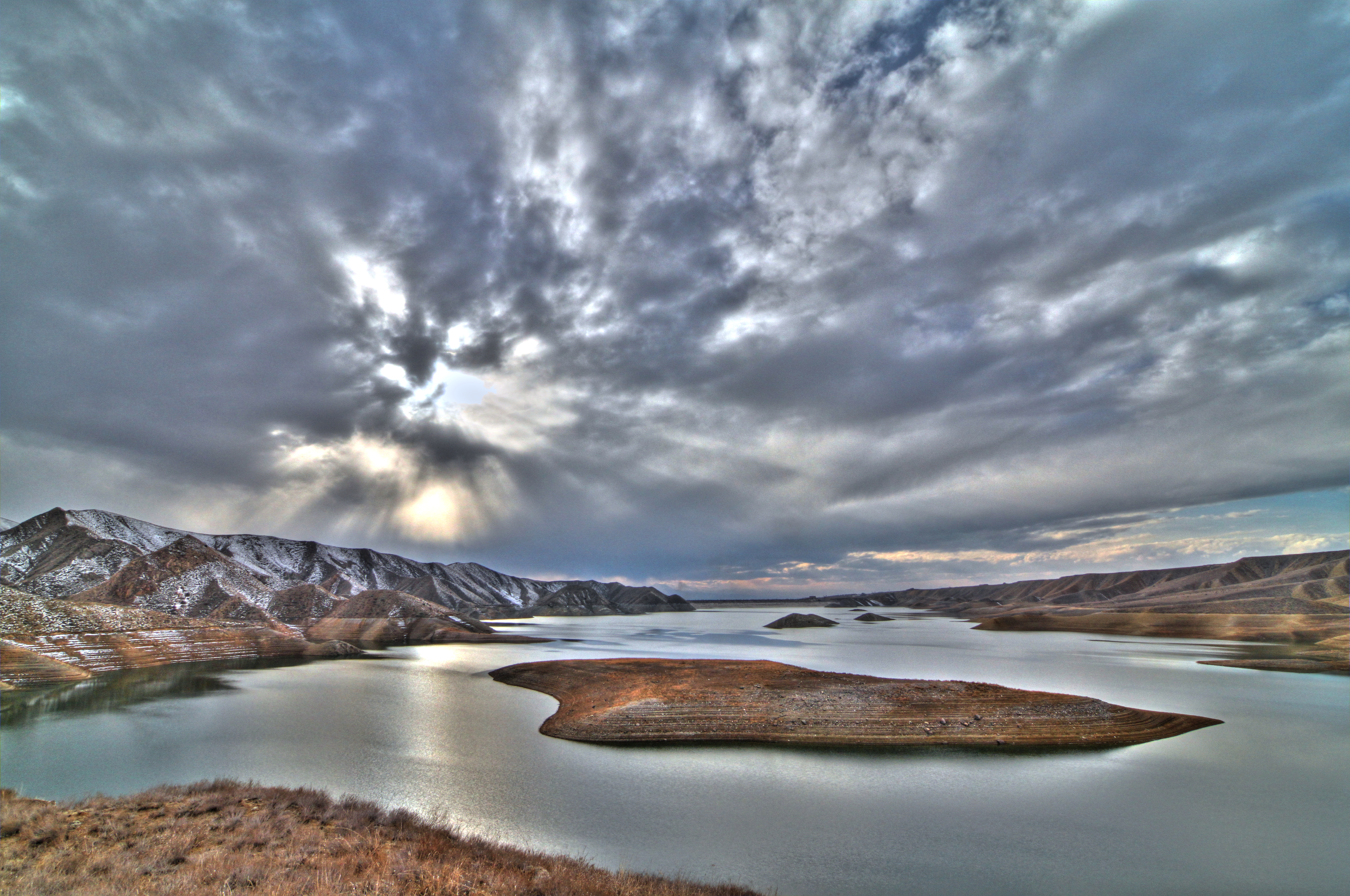
رود ازات
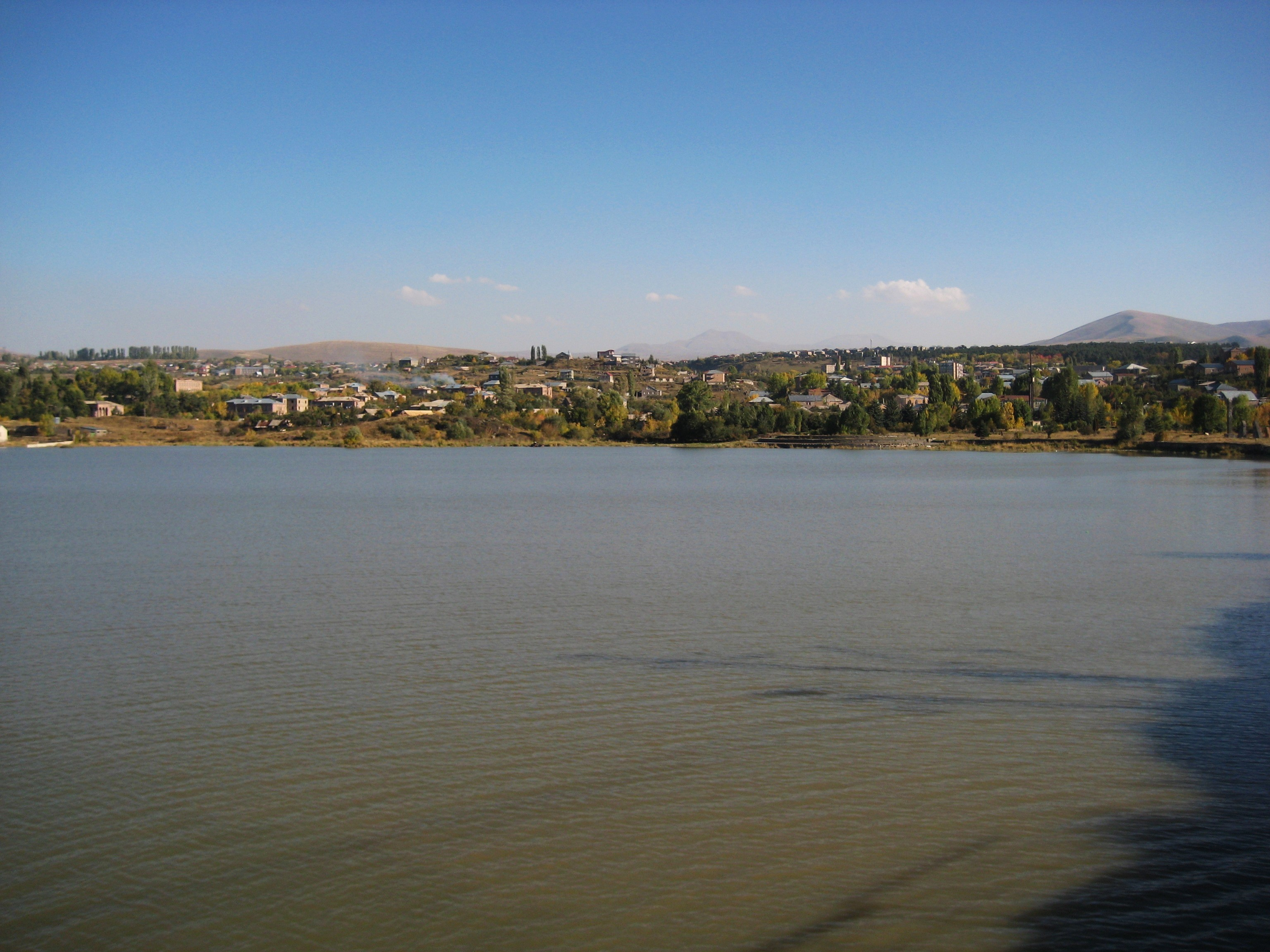
رودخانه هرازدان